# Zvečan
Zvečan (in albanese Zveçani; in serbo Звечан?, Zvečan) è una città del Kosovo, nel distretto di Kosovska Mitrovica.

## Geografia
La cittadina è situata nella regione del Kosovo del Nord, zona a grande maggioranza serba e ampiamente autonoma rispetto al resto del Kosovo a maggioranza albanese. In seguito agli accordi di Bruxelles del 2013 Zvečan è entrata a far parte della Comunità delle municipalità serbe.
Zvečan è situata nella valle dell'Ibar, nel Kosovo settentrionale, a 3 km a nord ovest di Kosovska Mitrovica.

## Monumenti e luoghi d'interesse
- Fortezza di Zvečan, costruita nell'XI secolo dal Gran Principe di Serbia Vukan su un vulcano spento, è una delle più antiche fortezze medievali dei Balcani.
- Monastero di Sokolica, costruito tra la fine del XIV secolo e l'inizio del XV secolo.
- Monastero di Banjska, costruito dal re serbo Stefano Uroš II Milutin nel XIV secolo.

## Cultura

### Istruzione

#### Università
A Zvečan ha sede la facoltà di Belle Arti dell'Università di Pristina.

## Geografia antropica

### Suddivisioni amministrative
La municipalità si divide nei seguenti villaggi:
Banov Do, Banjska, Banjska Reka, Banjski Suvi Do, Boljetin, Bresnica, Valač, Veliko Rudare, Vilište, Grabovac, Grižani, Doljane, Žaža, Žerovnica, Žitkovac, Zvečan, Izvori, Jankov Potok, Joševik, Kamenica, Korilje, Kula, Lipa, Lipovica, Lovac, Lozište, Lokva, Mali Zvečan, Malo Rudare, Matica, Meki Do, Oraovica, Rudine, Sendo e Srbovac.